# 장갑기병 보톰즈
장갑기병 보톰즈(일본어: 装甲騎兵ボトムズ)는 100년 넘게 계속된 우주 전쟁이 끝난 뒤, 퍼펙트 솔저(통칭 PS) 계획에 관계되어 새로운 전쟁을 치르는 키리코 큐비의 이야기를 다룬 애니메이션이다.
탱크 정도의 성능을 가진 스코프 독으로 대표되는 주역기들의 리얼한 설정과 작중 유지되는 밀리터리적인 분위기 덕분에 궁극의 리얼 로봇물이란 평을 듣는 이른바 밀리터리 로봇물의 계보를 이어가는 작품이다. 작품의 초점이 로봇들보단 주인공인 키리코 큐비의 시점에서 전개되기에 전쟁물로 분류할 수는 없다고 한다. 큰 인기를 끌어 원작 방영 후 20년이 지난 지금도 꾸준히 OVA가 나오고 있다.

## TV판
1983년 4월 1일부터 1984년 3월 23일까지 TV 도쿄 계열에서 방영되었으며, 100년이 넘는 우주전쟁 종전 이후 양대세력이 대치하는 상황속에서 키리코 큐비가 쫓기는 이유와, 쿠엔트의 초고대문명의 이야기가 중심이다. 키리코가 초고대문명이 경원시한 이능생존체였다는 것에 초점을 두고 진행되는 후반부의 판타지적 전개는 전반부의 비교적 리얼했던 밀리터리적 묘사와 비교했을 때 상당히 이질적이라는 평을 받기도 하지만 키리코가 수많은 전장속에서 살아남을 수 있었던 당위성에 대한 설명과 우주전쟁을 주도한 세력들의 뒷이야기를 다루는 과정에서 작품의 스케일이 크게 확장되었고 이는 보톰즈라는 작품의 수명이 연장되는 데 긍정적으로 작용했다는 평을 받는다.

## 소설
후속작품들의 제작을 위한 인지도 확보와 게임발매의 포석인 청기사 벨젤가 이야기가 1985년 출판되었고 2006년엔 퍼펙트 솔져의 설정 보강용 소설인 코만도 폭트가 발매되었다. 청기사 벨젤가 이야기는 한국에 푸른기사 보톰즈란 이름의 해적판으로 출판되기도 했다.
또한 2000년도 소설은 주인공인 키리코가 몸담았던 특수부대, 레드숄더에 대한 수많은 설정보강은 레드숄더가 주연인 미디어 믹스로 이어졌으며 결과적으로 장갑기병 보톰즈의 수명을 대폭 늘려 tv방송 종료 후 20년이 지난 오늘날에도 사랑받는 원동력이 되었다.

## OVA 판
- 1985년, TV판 종료 1년후, 더 라스트 레드 숄더가 발매되었으며 주인공 키리코 큐비의 설정이 대폭 강화되었다.
- 1986년, 더 라스트 레드 숄더의 뒷부분인 빅배틀이 발매되었으며 레드숄더OVA의 추가 발매가 약속되었다.
- 1988년, 레드숄더 문서, 야망의 루트가 발매되었으며 이를 토대로 기갑염병 메로우링크가 독립된 시리즈로 제작된다.
- 1994년, 혁혁한 이단이 발매되며 게임판을 제작중이라는 발표를 했다.
- 2007년, 소설판 코만도 폭트를 기반으로 한 Pailsen Files이 발매되었다.
- 2010년, 장갑기병 보톰즈 환영편이 제작되었다.
- 2011년, 모형사업의 신규상품 발매를 앞두고 Case;IRVINE, 보톰즈 파인더, 외로운 그림자여, 다시한번의 3연작 OVA제작이 발표되었다.

## 작품연대순
일련의 작품을 시대순으로 정렬하면 다음과 같다.(외전파생은 제외)
1. 레드숄더 다큐먼트 야망의 루트
2. 페일젠 파일즈
3. 텔레비전 시리즈 우드 편
4. 더 라스트 레드숄더
5. 텔레비전 시리즈 쿠멘 편
6. 텔레비전 시리즈 산사 편
7. 텔레비전 시리즈 쿠엔트 편
8. 빅 배틀
9. (텔레비전 시리즈 최종화 콜드 슬립의 건)
10. 혁혁한 이단
11. 환영편
12. 외로운 그림자여, 다시 한 번

## 작품발매순
1. 장갑기병 보톰즈 TV판 (1983년)
2. 장갑기병 보톰즈 VOL.I (1985년)
3. 장갑기병 보톰즈 VOL.II (1985년)
4. 더 라스트 레드숄더 (1985년)
5. 우드 (1986년)
6. 쿠멘 (1986년)
7. 빅 배틀 (1986년)
8. 산사 (1988년)
9. 쿠엔트 (1988년)
10. 레드숄더 다큐먼트 야망의 루트 (1988년)
11. 기갑엽병 메로우링크 (1988년)
12. 혁혁한 이단 (1994년)
13. 페일젠 파일즈 (2007년~2008년)
14. 환영편 (2010년)
15. 케이스:아빈 (2011년)
16. 보톰즈 파인더 (2011년)
17. 외로운 그림자여, 다시 한 번 (2011년)

## 등장 인물
- 키리코 큐비(주인공)
- 코코나
- 바닐라
- 브루즈 고토
- 피아나
- 입실론
- 와이즈맨
- 루 샤코
- 로치나